# Fiskars (Raseborg)

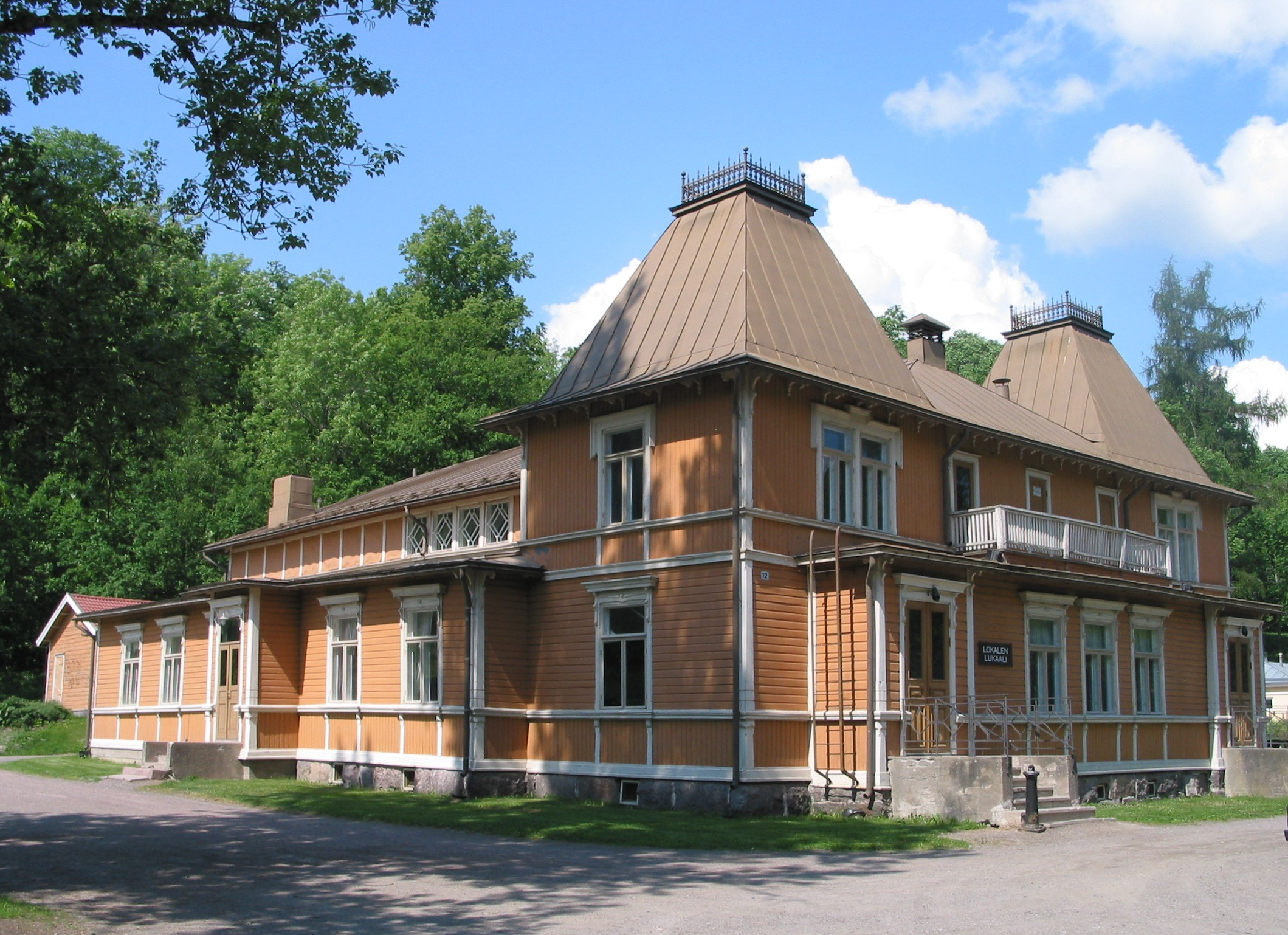
Das Versammlungshaus von Fiskars

Fiskars (finnisch Fiskari) ist ein Dorf in der Gemeinde Raseborg (Raasepori) im Süden Finnlands. Bekannt ist der Ort für das Unternehmen Fiskars. 2011 hatte Fiskars 454 Einwohner.
Das Dorf Fiskars entstand aus einer 1649 vom Holländer Peter Thorwöste gegründeten Eisenhütte. Durch seine günstige Lage am Fluss Fiskars å (Fiskarinjoki) entwickelte sich im Laufe der Zeit eine kleine, industriell geprägte Siedlung. In der jüngeren Geschichte wandelte sich der Ort zunehmend zu einem Anziehungspunkt für Künstler und Designer.
Bis 2009 gehörte Fiskars zur Gemeinde Pojo (Pohja). Pojo wurde 2009 mit den Städten Ekenäs und Karis zur Stadt Raseborg vereinigt.

## Sonstiges
Der Skispringer Yrjö Kivivirta und der Geobotaniker und Geograf Ragnar Hult wurden in Fiskars geboren. 1966 wurden die ersten Orientierungslauf-Weltmeisterschaften in Fiskars ausgetragen.